# استيبان غارسيا
استيبان غارسيا (بالإسبانية: Esteban García)‏ (20 أبريل 1984 ببوينس آيرس في الأرجنتين - ) هو لاعب كرة قدم أرجنتيني في مركز الوسط. لعب مع أتليتيكو رافائيلا وديبورتيفو إسبانول ودينامو تيرانا وكيلمس وEstudiantes de Río Cuarto ‏.

## وصلات خارجية
- استيبان غارسيا على موقع إي إس بي إن إف سي (الإنجليزية)
- استيبان غارسيا على موقع قاعدة بيانات كرة القدم.إي يو (الإنجليزية)
- استيبان غارسيا على موقع Soccerway.com (الإنجليزية)
- استيبان غارسيا على موقع عالم كرة القدم.نت (الإنجليزية)